# Jean-Marc Bernard
 (février 2023).
Si vous disposez d'ouvrages ou d'articles de référence ou si vous connaissez des sites web de qualité traitant du thème abordé ici, merci de compléter l'article en donnant les références utiles à sa vérifiabilité et en les liant à la section « Notes et références ».
Pour les articles homonymes, voir Bernard.
Jean-Marc Bernard (de son vrai nom Jean Bernard) est un poète français né à Valence le 4 décembre 1881 et mort au combat, anéanti par un gros obus, le 9 juillet 1915.

## Biographie
Fils de Marc-Antoine Bernard (il lui empruntera une partie de son prénom pour l'accoler au sien afin de se distinguer d'un auteur parisien homonyme) et de Rambertine Dumaine, il a vécu une partie de son enfance à Bruxelles de 1892 à 1899, où son père dirigeait une succursale du Crédit lyonnais. Il passe ensuite un an en Angleterre, à Margate (1899-1900), puis un an en Allemagne, à Krefeld (1900-1901) pour parfaire son éducation. Son père décède en 1902 et Bernard rejoint sa mère dans la Drôme pour travailler au Crédit lyonnais. Il fut ensuite commis de librairie à Valence et à Reims avant de s'installer définitivement auprès de sa mère à Saint-Rambert-d'Albon. Poète faussement léger, grand amateur de la littérature classique du XVIIe siècle et de Jean Moréas mais ouvert aux innovations de Jules Romains et de Filippo Tommaso Marinetti, il rencontre à Valence le poète Louis Le Cardonnel qui aura sur lui une grande influence esthétique et religieuse (Le Cardonnel est également prêtre) et le convaincra d'abandonner ses tendances symbolistes pour adopter une rigueur et une discipline classiques.
Avant la Première Guerre mondiale il fut de 1909 à 1912, en compagnie notamment de Raoul Monier, l'un des animateurs de la revue poétique, satirique et monarchiste Les Guêpes qui accueillait entre autres Paul-Jean Toulet et Francis Carco. Avec eux, il composait le groupe des "Fantaisistes" ou École fantaisiste, mouvement qui s'inscrivait en rupture avec les parnassiens et les symbolistes et dans lequel se situaient également Tristan Derème, Jean Pellerin, Robert de la Vaissière, Léon Vérane. Proche de l'Action française, dont il anima le cercle à Valence dès 1907, et disciple proclamé de Charles Maurras, il collabora également activement à la Revue critique des idées et des livres et à la revue d'Henri Martineau Le Divan. Au bout de trois tentatives il réussit, malgré sa mauvaise vue, à être incorporé comme volontaire dans l'infanterie au début du conflit; il fut tué au front, en Artois près de Carency en 1915, mais resta présent dans la mémoire des anciens combattants par le biais d'un poème, De Profundis, souvent repris dans les manifestations du souvenir.
Ses Œuvres posthumes établies par Henri Clouard parurent en deux tomes en 1923, le premier contenant les reliquiae de son ami Raoul Monier, mort également au front en 1916.
Son nom est cité au Panthéon de Paris.

## Œuvres
- La Mort de Narcisse, églogue, Valence, impr. Jules Céas et fils, 1904.
- L'Homme et le Sphinx, Valence, éd. A. Ducros, 1905.
- Quelques essais, poèmes (1904-1909), Paris, Nouvelle librairie nationale, 1910.
- Pages politiques des poètes français, Paris, Nouvelle librairie nationale, 1912.
- Sub tegmine fagi, amours, bergeries et jeux, Paris, éd. du Temps présent, 1913.
- Rondeaux choisis de Charles d'Orléans, Paris, Sansot, "Petite Bibliothèque Surannée", 1913.
- François Villon, sa vie, son œuvre, Paris, Bibliothèque Larousse, 1918 (rééd. 1922).
- Œuvres de Jean Marc Bernard, édition collective complète en deux volumes, Paris, Le Divan, 1923.

## Pour approfondir

### Sources secondaires
- Les poètes de la Grande Guerre, anthologie de Jacques Béal, Paris, Le Cherche-Midi, "Espaces", 1992.
- Verdun: la plus grande bataille de l'histoire racontée par les survivants par Jacques-Henri Lefebvre, Verdun, Éditions du Mémorial, "Histoire et recherches", 1986 (7e édition), p. 495.

### Sources primaires
- Charles Maurras, « Jean-Marc Bernard dauphinois », dans Tombeaux, Nouvelle Librairie nationale, 1921 (lire en ligne), p. 76-79
- "Marc Bernard et Raoul Monier", notice nécrologique de Charles Bellet, Bulletin de la Société d'Archéologie et de Statistique de la Drôme, 1916, p. 404-428.
- Hommage à Jean-Marc Bernard, numéro de la Revue fédéraliste consacré au souvenir du poète, avril 1921.
- "Les premiers vers de Jean-Marc Bernard", article de René Fernandat, Le Divan, 1938, p. 261-266.